# Greg Palast
Gregory Palast (né le 26 juin 1952) est un auteur à succès et un journaliste d'investigation américain.
Ses livres sont classés parmi les meilleures ventes du New York Times . Il travaille comme journaliste pour la BBC ainsi que pour les quotidiens britanniques The Observer et The Guardian.

## Biographie
Avant de devenir journaliste en 1997, Greg Palast a travaillé pendant 25 ans comme enquêteur pour des cabinets d'audit anti-trust et anti-corruption.
De par son passé d'économiste et d'enquêteur financier, son travail d'investigation se concentre sur les délits et malversations dans le domaine économique mais a également porté sur les syndicats, les organisations de défense des consommateurs et les mouvements de défense des droits civiques. Dans plusieurs articles et ouvrages il présente une thèse selon laquelle les officiels du gouvernement de Floride, le gouverneur Jeb Bush, la secrétaire d'État Katherine Harris et le responsable des élections Clay Roberts, ont profité du savoir-faire technique de l'entreprise ChoicePoint pour truquer les élections à l'occasion de l'élection présidentielle américaine de 2000 ainsi que celle de 2004. Selon Palast, les stratégies de falsification des résultats et d'influence du vote, testées en 2000, ont été perfectionnées en 2004, permettant ainsi de faire disparaître ou d' empêcher de voter des électeurs du Parti Démocrate. Sans ces falsifications, argumente Palast, John Kerry aurait gagné l'élection présidentielle de 2004. Étant ostracisé par la presse télévisuelle et écrite aux États-Unis, Greg Palast s'est fait embaucher en Grande-Bretagne, à la BBC, au quotidien The Observer, où il affirme avoir une plus grande liberté d'enquête et de travail.
Palast a donné des cours à l'université de Cambridge en Grande-Bretagne  ainsi qu'à l'Université de São Paulo, au Brésil. Il vit alternativement à Londres et à New York. Originaire de Los Angeles, Palast est diplômé de l'université de Chicago, où il a notamment suivi les cours d'économie de Milton Friedman et Arnold Harberger en compagnie des Chicago Boys.
Le 13 septembre 2006, lors du tournage d'un documentaire sur les suites de l'ouragan Katrina et les conditions de vie scandaleuses des réfugiés en Louisiane, parqués au pied d'une gigantesque raffinerie d'Exxon, Palast fut interpelé et menacé d'un procès pour violation des lois anti-terroristes car il avait filmé, sans autorisation, une « infrastructure vitale pour la sécurité nationale » . Palast a prétendu que cette accusation n'était qu'une manœuvre d'intimidation et en veut pour preuve que la société Exxon « a rappelé ses chiens » et n'a pas donné suite à la plainte.
Son dernier ouvrage, Armed Madhouse, va être transposé en bande dessinée.

## Une sélection des reportages de Palast
En 2004, Palast a participé au documentaire Orwell Rolls in His Grave, qui traite, selon ses réalisateurs, des mécanismes cachés des médias, leur manière de fonctionner et comment ils parviennent à influencer de manière prégnante la politique aux États-Unis.
Dans une série d'articles écrits depuis le Mexique, Palast affirme que le vainqueur de l’élection présidentielle au Mexique en 2006 est en fait Andrés Manuel López Obrador et non Felipe Calderon, à la suite d'une fraude électorale massive, organisée par les mêmes acteurs que ceux de la prétendue fraude électorale aux États-Unis .
Un certain nombre de reportages et articles de Greg Palast ont été traduits en français, principalement par des bénévoles, étant donné qu'un seul de ses ouvrages a été publié en France. Une traduction autorisée (accord écrit) d'un chapitre de son ouvrage Armed Madhouse a été publiée en janvier 2008 sur le site « Libertés-Internets » :Comment le Parti Républicain va truquer les élections de 2008 ainsi que L'Assassinat de Hugo Chavez et L'Histoire d'amour oubliée  entre Hillary Clinton et Pervez Musharraf.
En octobre 2008, Greg Palast et Robert F. Kennedy Junior publient un article dans le magazine Rolling Stone How to Steal An Election - cet article a été traduit en français par des bénévoles et publié sur le site « Libertes Internets » Comment voler une élection.
Une bande dessinée Steal back your vote est publiée par la même occasion afin d'éduquer les électeurs américains à la reconquête de leur droit de vote En matière d'élections, les États-Unis sont une république bananière.
En janvier 2008, Palast a pris la défense du gouverneur démocrate de l'État de New York, l'ancien procureur Eliot Spitzer, impliqué dans une affaire de prostitution de luxe. Palast prétend que Spitzer a été volontairement « cassé » par le procureur général des États-Unis de l'Administration républicaine, à la demande des  lobbyistes financiers de Wall Street, contre lesquels bataillait Spitzer depuis 15 ans.
Depuis novembre 2007, Palast suit en détail la campagne électorale de la présidentielle aux États-Unis, avec des articles de fond sur les « squelettes dans les placards » des différents candidats : Exxon Suxx, McCain Duxx.

### en anglais
- The Best Democracy Money Can Buy : An Investigative Reporter Exposes the Truth About Globalization, Corporate Cons and High Finance Fraudsters, Robinson Publishing, 2003, 412 p. (ISBN 978-1-84119-714-2)
- Democracy and Regulation : How the Public Can Govern Essential Services, Pluto Press, 2002, 240 p. (ISBN 978-0-7453-1942-1) (coauteurs : Theo MacGregor et Jerrold Oppenheim)
- Armed Madhouse, Dutton Adult, 2006, 233 p. (ISBN 978-0-7453-1942-1)
  - Entretien avec Greg Palast à propos de son nouveau livre : Armed Madhouse
- Vultures' Picnic : In Pursuit of Petroleum Pigs, Power Pirates, and High-Finance Carnivores, Dutton, 2011, 404 p. (ISBN 978-0-525-95207-7)
- Billionaires and Ballot Bandits : How to Steal an Election in 9 Easy Steps, Seven Stories Press, 2012, 303 p. (ISBN 978-1-60980-478-7, lire en ligne)
- The Best Democracy Money Can Buy : A Tale of Billionaires & Ballot Bandits, New York, Seven Stories Press, 2016 (ISBN 978-1609807757)[14]
- How Trump Stole 2020 : The Hunt For America's Vanished Voters, New York, Seven Stories Press, 2020 (ISBN 978-1644210567)

### en français
- Démocratie-Business [« The Best Democracy Money Can Buy »], Timéli, 2006, 445 p. (ISBN 978-2-940342-11-2)
- Le pique-nique des vautours : ou Comment j'ai vu le capitaliste détruire la planète [« Vultures' Picnic »] (trad. de l'anglais), Paris, Denoël, 2013, 528 p. (ISBN 978-2-207-11406-3)

## Filmographie
- American Blackout
- Big Easy to Big Empty Part 1, Part 2
- Bush Family Fortunes